# 佐藤早也伽
佐藤 早也伽（さとう さやか、1994年5月27日 - ）は、日本の陸上競技選手。専門は長距離走。積水化学（セキスイフェアリーズ）所属。

## 経歴
宮城県大崎市立鹿島台中学校、常盤木学園高等学校、東洋大学卒業。2017年積水化学入社、女子陸上競技部に所属。
長距離ランナーとして高校、大学で活躍。大学を卒業後、実業団・セキスイフェアリーズで活動。実業団で力をつけ国内トップクラスの長距離ランナーに成長。特に、2019年には日本選手権5000m5位、全日本実業団陸上10000m2位（日本人最高）、全日本実業団ハーフマラソン優勝と急成長した。
2020年3月、名古屋ウィメンズマラソンで初めてのマラソン挑戦。2時間23分27秒で5位（初マラソン女子日本歴代6位）に入り、新人賞を獲得。
同年12月に行われた日本選手権10000mでは31分30秒19で3位、自己ベストを30秒近く更新し、東京五輪参加標準記録31分25秒00にも迫った。
2021年9月26日、全日本実業団対抗陸上競技選手権大会女子5000m3組において14分台で走った4位（日本人1位）萩谷楓（エディオン、日本歴代4位になる14分59秒36を記録）に次ぐ7位（日本人2位）15分08秒72を記録した。これは志水見千子の記録（15分09秒05）を抜いて日本歴代11位になる（2021年11月現在）。その他、同レース結果は1位は14分57秒55のジェプングティチ・ジュディ（資生堂）、2位はムワンギ・レベッカ（ダイソー）、3位はカリウキ・ナオミ・ムソニ（ユニバーサル）、8位は15分15秒70の木村友香（資生堂）だった。
今後、マラソンなど長距離種目で世界大会への出場が期待される。
2024年3月18日、同月16日の結婚式の写真を添えて結婚を報告。入籍から2年以上経っていると明かした。
2025年3月9日、東京で9月に開催される世界選手権の代表最終選考会を兼ねて行われた名古屋ウィメンズマラソンで、国内選考会の対象大会で最速タイムとなる自己ベストの2時間20分59秒をマークし日本人トップの2位となった。

## 主な記録
| 年     | 大会                           | 種目           | 順位     | 備考                                |
| ------ | ------------------------------ | -------------- | -------- | ----------------------------------- |
| 2011年 | 全国女子駅伝                   | 5区            | 区間26位 | 宮城県32位                          |
| 2012年 | 全国女子駅伝                   | 4区            | 区間16位 | 宮城県26位                          |
| 2013年 | 全国女子駅伝                   | 2区            | 区間24位 | 宮城県39位                          |
|        | 日本学生個人                   | 5000m          | 5位      |                                     |
|        | 日本インカレ                   | 5000m          | 19位     |                                     |
|        | 全日本大学女子駅伝             | 1区            | 区間17位 | 東洋大学18位                        |
|        | 大学女子選抜（富士山女子）駅伝 | 6区            | 区間5位  | 東日本選抜14位                      |
| 2014年 | 全国女子駅伝                   | 1区            | 区間20位 | 宮城県38位                          |
|        | 日本学生個人                   | 5000m          | 6位      |                                     |
|        | 日本インカレ                   | 5000m          | 8位      |                                     |
|        | 全日本大学女子駅伝             | 1区            | 区間20位 | 東洋大学19位                        |
|        | 大学女子選抜（富士山女子）駅伝 | 4区            | 区間18位 | 東洋大学15位                        |
| 2015年 | 全国女子駅伝                   | 1区            | 区間44位 | 宮城県36位                          |
|        | 日本インカレ                   | 5000m          | 14位     |                                     |
|        | 全日本大学女子駅伝             | 5区            | 区間11位 | 東洋大学16位                        |
|        | 大学女子選抜（富士山女子）駅伝 | 4区            | 区間20位 | 東洋大学18位                        |
| 2016年 | 全国女子駅伝                   | 1区            | 区間22位 | 宮城県26位                          |
|        | 日本インカレ                   | 5000m          | 23位     |                                     |
|        | 全日本大学女子駅伝             | 5区            | 区間8位  | 東洋大学8位                         |
|        | 大学女子選抜（富士山女子）駅伝 | 5区            | 区間8位  | 東洋大学10位                        |
| 2017年 | 全国女子駅伝                   | 9区            | 区間31位 | 宮城県25位                          |
|        | 全日本実業団陸上               | 5000m          | 13位     |                                     |
|        | 実業団女子駅伝                 | 2区            | 区間7位  | 積水化学10位                        |
| 2018年 | 全国女子駅伝                   | 9区            | 区間10位 | 宮城県15位                          |
|        | 実業団女子駅伝                 | 1区            | 区間6位  | 積水化学10位                        |
| 2019年 | 全国女子駅伝                   | 9区            | 区間7位  | 宮城県16位                          |
|        | 第103回日本選手権・福岡        | 5000m          | 5位      |                                     |
|        | 実業団ハーフマラソン           | ハーフマラソン | 優勝     |                                     |
|        | 全日本実業団陸上               | 5000m          | 8位      |                                     |
|        | 全日本実業団陸上               | 10000m         | 2位      | 日本人1位                           |
|        | 実業団女子駅伝                 | 3区            | 区間3位  | 積水化学10位                        |
| 2020年 | 全国女子駅伝                   | 9区            | 区間6位  | 宮城県2位                           |
|        | 名古屋ウィメンズマラソン       | マラソン       | 5位      | 日本人3位                           |
|        | 実業団女子駅伝                 | 1区            | 区間3位  | 積水化学2位                         |
|        | 第104回日本選手権・長居        | 10000m         | 3位      |                                     |
| 2021年 | 第105回日本選手権・長居        | 5000m          | 8位      |                                     |
|        | 実業団女子駅伝                 | 3区            | 区間2位  | 積水化学優勝                        |
| 2022年 | 実業団女子駅伝                 | 1区            | 区間9位  | 積水化学2位                         |
| 2023年 | 実業団女子駅伝                 | 3区            | 区間2位  | 積水化学優勝                        |
| 2024年 | 実業団女子駅伝                 | 3区            | 区間6位  | 積水化学2位                         |
| 2025年 | 名古屋ウィメンズマラソン       | マラソン       | 2位      | マラソン自己ベスト更新 日本人最高位 |